# 신정애 (무용가)
신정애(申貞愛, 1963년 2월 8일 ~ )는 대한민국의 한국무용가, 국가 중요무형문화재 제57호 경기민요 전수자이다.

## 개요
2010년 보은전통무용단을 창단한 이래 보은대추축제, 보은동학제, 속리산 문화축제 등에서 100여 회의 공연을 했으며 2018년 ‘보은사랑 10년, 신정애 한국무용 발표회’를 개최하고 보은전국국악경연대회1~ 3회 대회장을 지냈다.
거주지는 청주시이다.

## 학력
- 2011.02. 중앙대학교 국악교육대학원 졸업

## 수상
- 2020. 《보은군 자랑스러운 군민대상》

## 자격
- 2008.01. 국악지도사 한국무용 3급
- 2011.02. 국가중요무형문화재 제57호 경기민요 전수자
- 2012.02. 국악교육자격증
- 2022.02. 국악지도사 전통무용 명인

## 경력
- 2010.12. ~ 2013.07. 《속리산 신정애 무용단》 창단
- 2013.07. ~ 《보은전통무용단》 창단(단장)
- 2015.10. ~ 《(사)한국국악교육원》 보은분원장
- 2017.10. 《제1회 보은전국국악경연대회》 주최(대회장)
- 2018.10. 《제2회 보은전국국악경연대회》 주최(대회장)
- 2019.01. ~ 《(사)한국국악협회》 보은군지부장
- 2019.10. 《제3회 보은전국국악경연대회》 주최(대회장)
- 2020.10. 《제1회 상주시 예능동아리경연 페스티벌》 심사위원
- 2021.10. 《제1회 생활국악전국경연대회》 심사위원
- 2021.10. 《제2회 상주시 예능동아리경연 페스티벌》 심사위원
- 2022.10. 《제4회 보은전국국악경연대회》 주최(대회장)[1]
- 2022.12. 《제3회 양산시 전국국악경연대회》 심사위원
- 2023.04. 《대한민국-말레이시아 예술교류전》 '한국 국제민속예술단' 단장

## 공연
- 《보은대추축제》
- 《보은동학제》
- 《속리산 문화축제》
- 2018년 《보은사랑 10년, 신정애 한국무용 발표회》
- 2022년 《법주사 팔상전 탑돌이》시연(총연출)
- 2023년 《대한민국-말레이시아 예술교류전》
- 외 100여회 공연